# Frederik de Wit
Frederik de Wit   (Gouda, c. 1630 - Amsterdam, 1706) fou un cartògraf neerlandès.

## Biografia
El nom de naixença de Frederik de Wit és Frederik Hendriksz. Va néixer en una família protestant cap a l'any 1630, a Gouda, una petita ciutat de la província d'Holanda, una de les set províncies unides dels Països Baixos. El seu pare Hendrik Fredericsz (1608 - 29 de juliol de 1668) era un hechtmaecker (fabricant de mànecs de ganivet) d'Amsterdam, i la seva mare Neeltij Joosten (m. abans de 1658) era filla d'un comerciant de Gouda. Frederik es va casar el 29 d'agost de 1661 amb Maria van der Way (1632–1711), filla d'un ric comerciant catòlic d'Amsterdam. Des del 1648 aproximadament fins a la seva mort a finals de juliol de 1706, De Wit va viure i treballar a Amsterdam. Frederik i Maria van tenir set fills, però només un Franciscus Xaverius (1666–1727) els va sobreviure.
El 1648, durant l'auge de l'Edat d'Or neerlandesa, De Wit s'havia traslladat de Gouda a Amsterdam. Ja el 1654, havia obert una impremta i una botiga amb el nom "De Drie Crabben" (els Tres Crancs), que també era el nom de la seva casa a Kalverstraat. El 1655, De Wit va canviar el nom de la seva botiga pel de "Witte Pascaert" (la Carta Blanca). Amb aquest nom, De Wit i la seva firma es van fer coneguts internacionalment.

## Cartografia
Les primeres imatges cartogràfiques que va gravar De Wit van ser un plànol de Haarlem que s'ha datat el 1648, i en algun moment abans del 1649, De Wit va gravar les vistes de la ciutat: mapes de les ciutats de Rijsel i Doornik que van aparèixer al ricament il·lustrat "Flandria Illustrata" de l'historiador flamenc Antonius Sanderus.
Les primeres cartes gravades per De Wit es van publicar el 1654 sota el nom "De Drie Crabben". El primer mapa que va ser gravat i datat per De Wit va ser el de Dinamarca: "Regni Daniæ Accuratissima delineatio Perfeckte Kaerte van 't Conjnckryck Denemarcken" el 1659. Els seus primers mapes del món, "Nova Totius Terrarum Orbis Tabula Auctore F. De Wit" (aprox. 43 × 55 cm) i "Nova Totius Terrarum Orbis Tabula" (un mapa mural d'uns 140 × 190 cm) va aparèixer cap al 1660.
El seu Atles va començar a aparèixer cap al 1662 i el 1671 incloïa entre 17 i 151 mapes cadascun. A la dècada de 1690, va començar a utilitzar una nova portada "Atles Maior", però va continuar utilitzant la seva antiga portada. El seu atles dels Països Baixos publicat per primera vegada l'any 1667, es deia "Nieuw Kaertboeck van de XVII Nederlandse Provinciën" i contenia de 14 a 25 mapes. De Wit va ampliar ràpidament el seu primer petit atles en foli que contenia majoritàriament mapes impresos a partir de plaques que havia adquirit, fins a un atles amb 27 mapes gravats per o per a ell.
El 1671, publicava un gran atles en foli amb fins a 100 mapes. Encara es podien comprar atles més petits de 17, 27 o 51 mapes i a mitjans de la dècada de 1670 es podia comprar un atles de fins a 151 mapes i gràfics a la seva botiga. Els seus atles costen entre 7 i 20 florins segons el nombre de mapes, el color i la qualitat de l'enquadernació (de 47 € o 70 € a 160 € o 240 € d'avui). Cap al 1675, De Wit va publicar un nou atles nàutic. Els gràfics d'aquest atles van substituir els gràfics anteriors de 1664 que es coneixen avui en només quatre exemples enquadernats i unes quantes còpies soltes. Els nous gràfics de De Wit es van vendre en un llibre de gràfics i com a part dels seus atles. De Wit va publicar no menys de 158 mapes terrestres i 43 gràfics en fulls separats.
El 1695, De Wit va començar a publicar un atles de ciutats dels Països Baixos després d'adquirir un gran nombre de plànols de la ciutat a la subhasta de les planxes d'impressió de la famosa editorial Willem Blaeu. Es considera difícil datar els atles de De Wit perquè normalment no es registraven dates als mapes i les seves dates de publicació s'estenen durant molts anys.

## Mapes

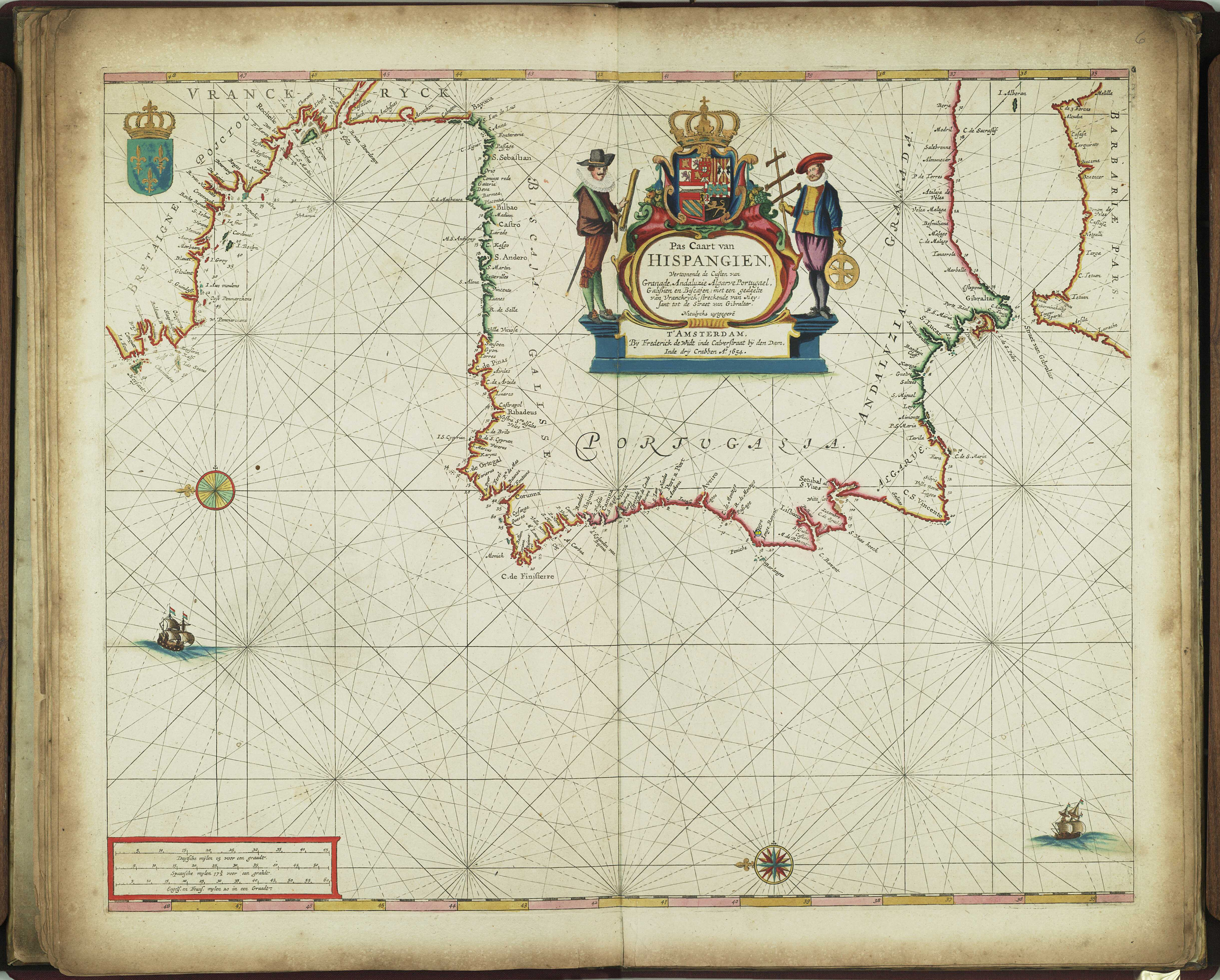
Mapa nàutic d'Espanya (amb França occidental i Marroc del nord), datat 1654. L'est és a dalt en aquest mapa.
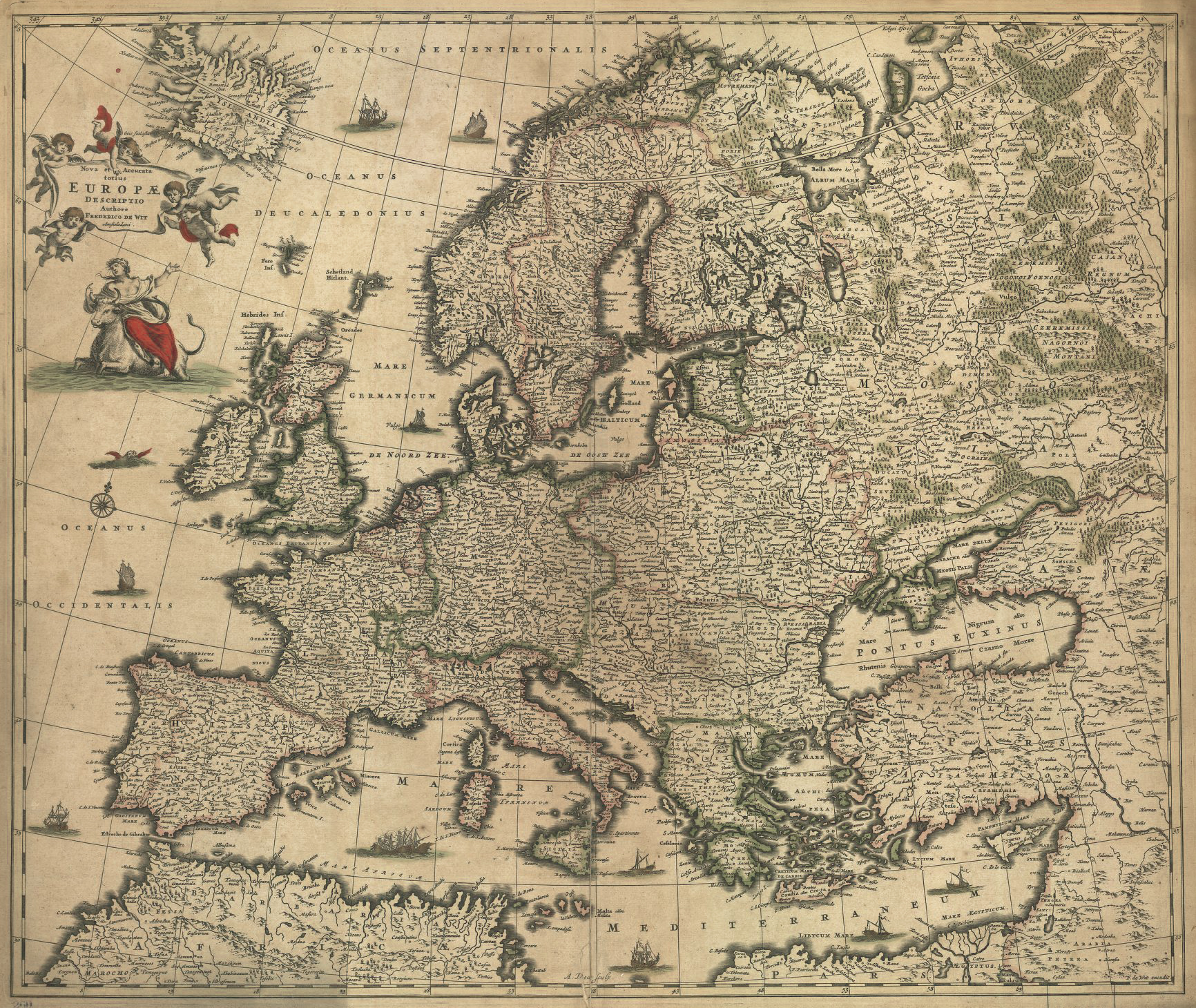
Nova et accurata totius Europæ descriptio (1700)
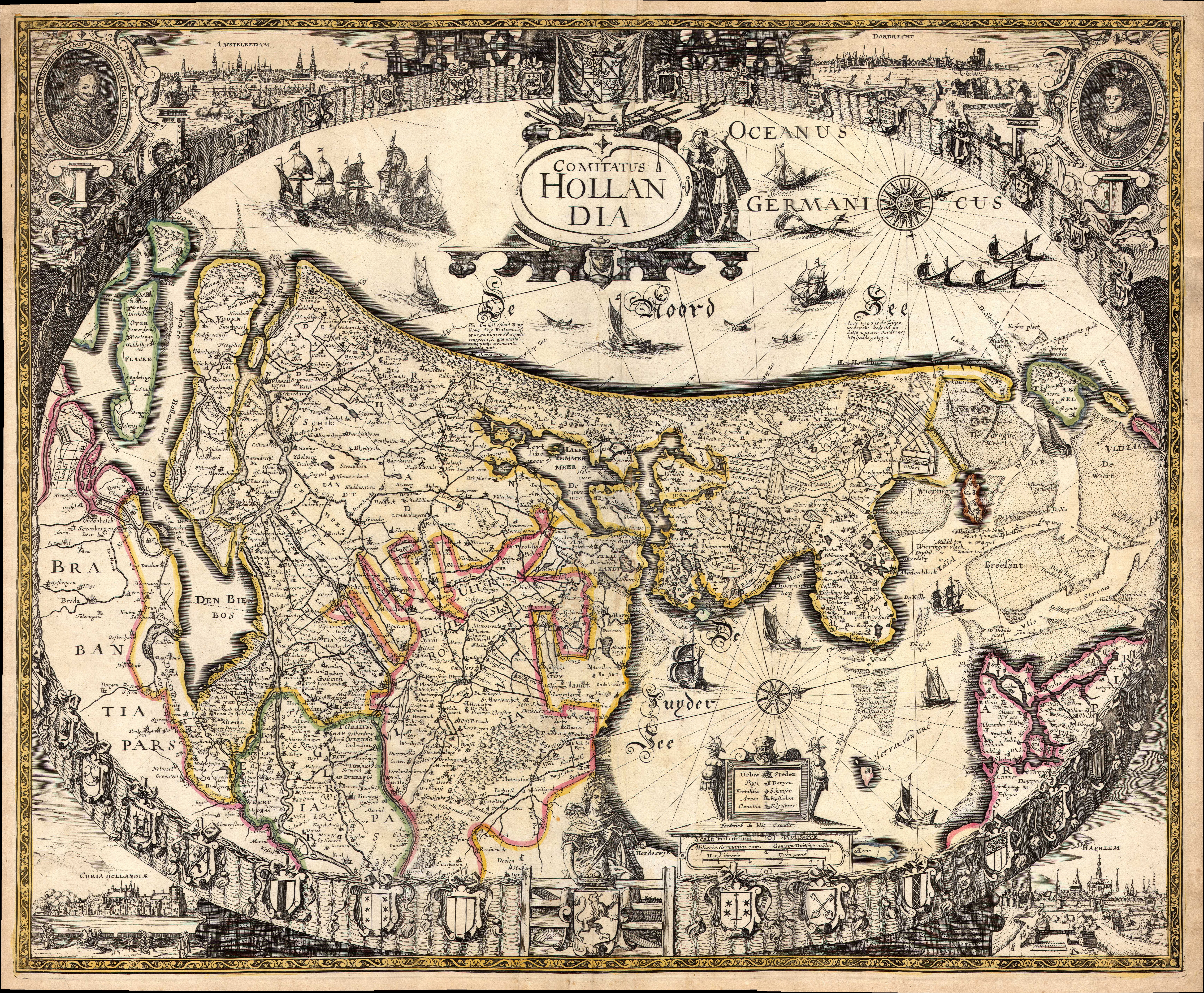
Mapa anònim d'Holanda (1630) reimprès c. 1660, per Frederik de Wit.
Mapa per Frederik de Wit, 1660.
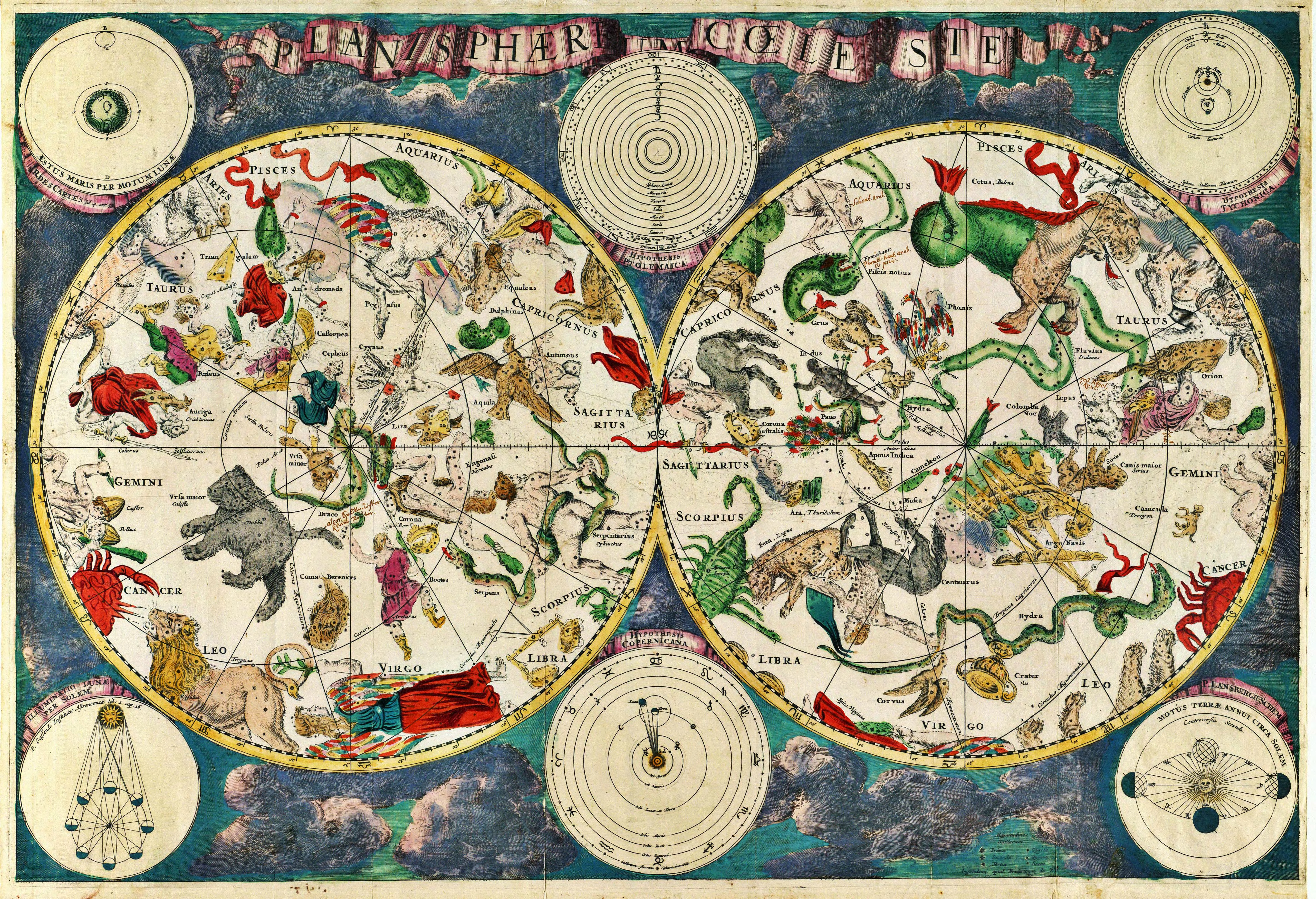
Mapa celeste (1670) per Frederik de Wit
Mapa de les Amèriques per Frederick de Wit, 1670–1690.
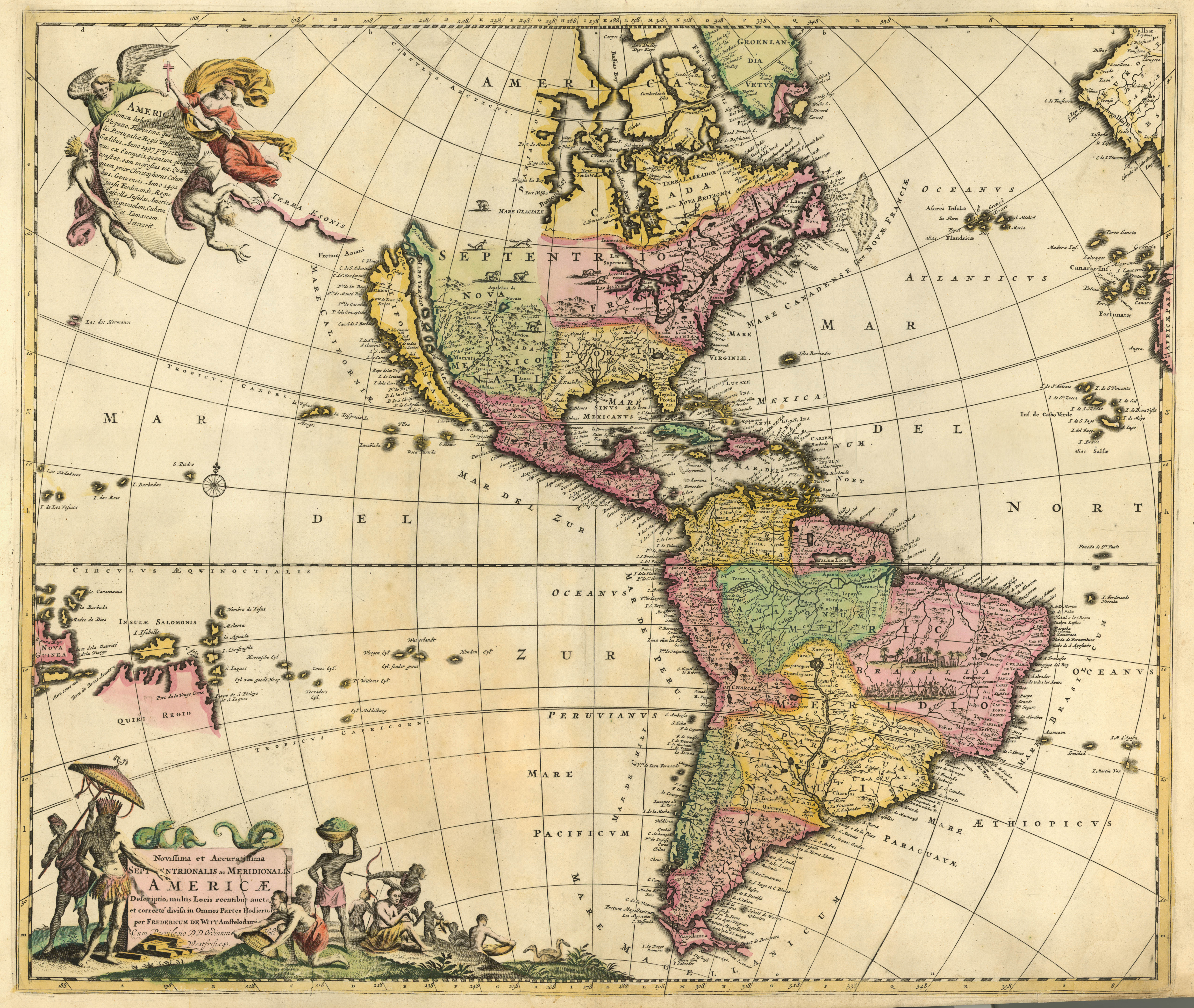
Novissima et Accuratissima Septentrionalis ac Meridionalis Americae, 1680
Mapa d'Àfrica per Frederick de Wit, 1688.
Mapa d'Àsia, amb la costa d'Austràlia, per Frederick de Wit.
Europa (1672).
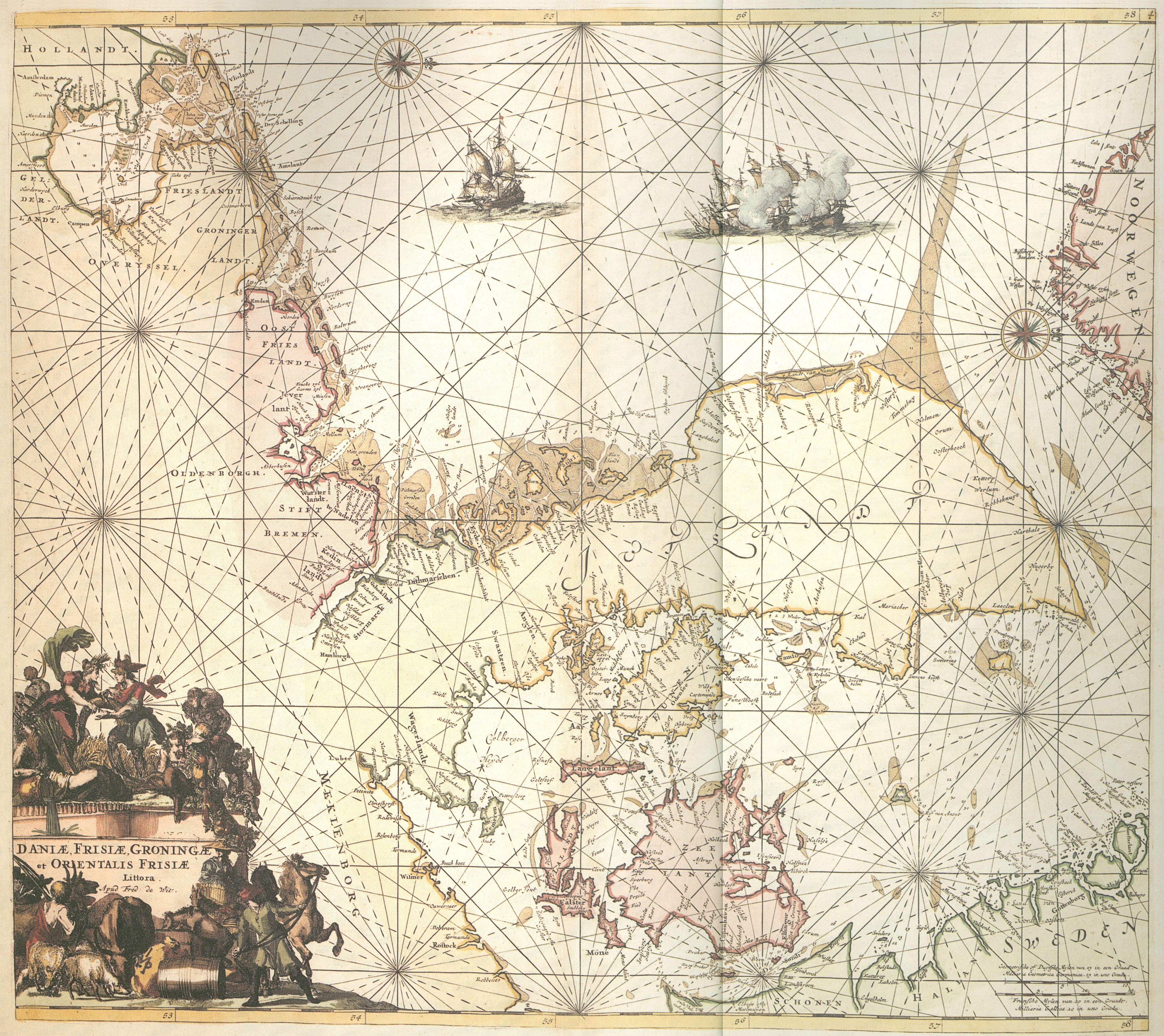
Costa del Mar del Nord (1675) per Frederik de Wit
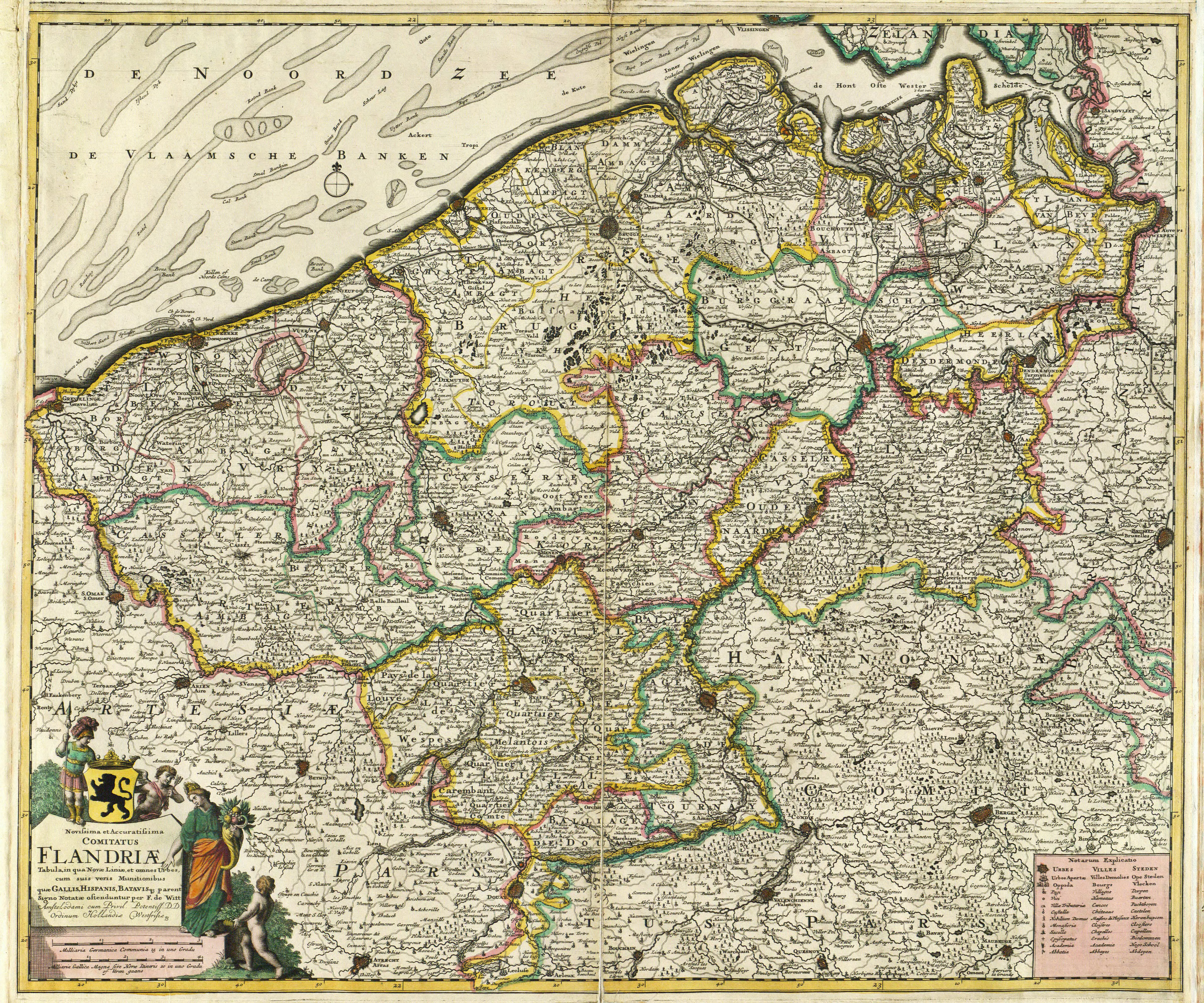
Mapa de Flandes (1689) per Frederik de Wit
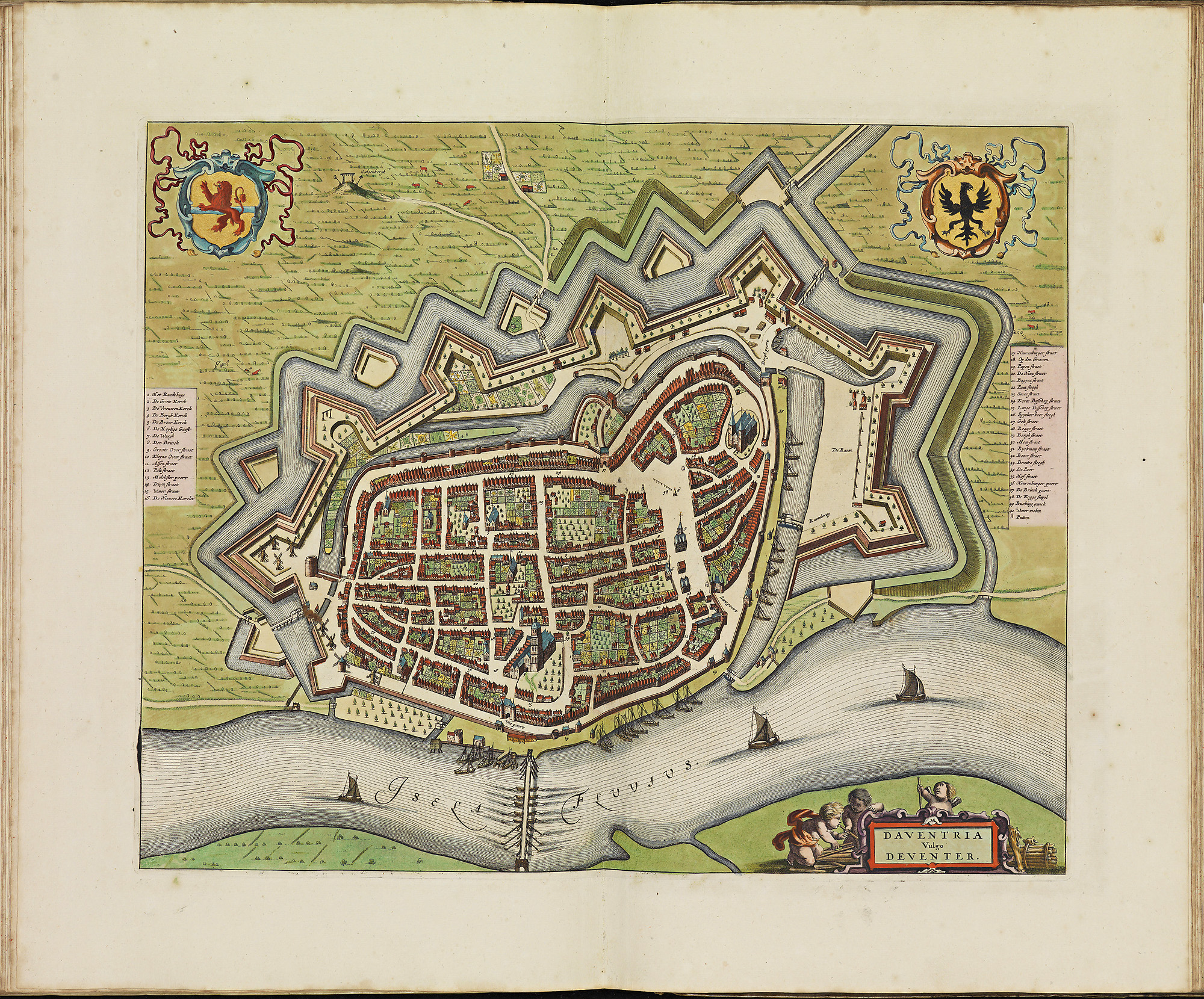
Mapa de la ciutat de Deventer (1698) per Frederik de Wit
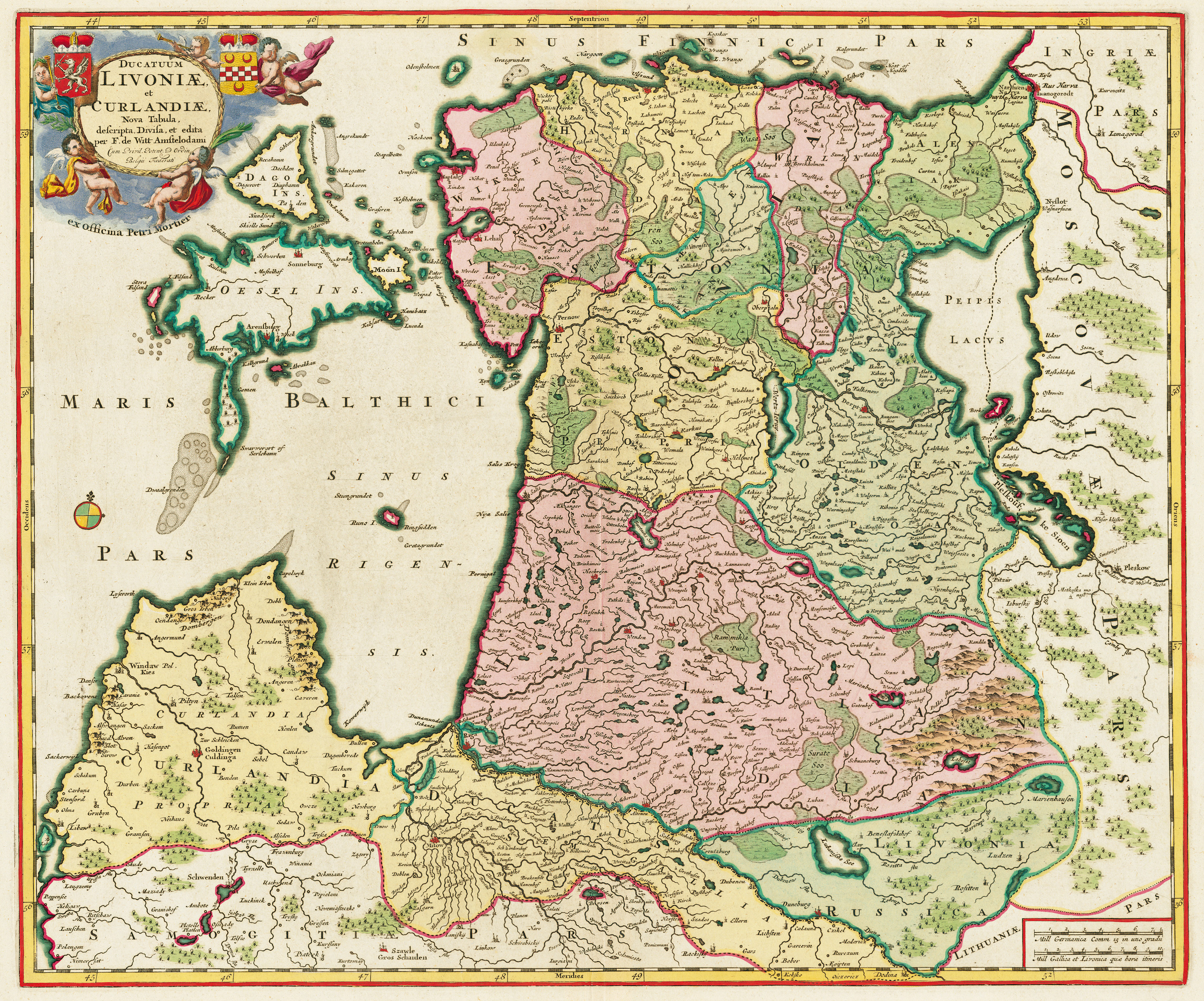
Mapa de Livònia (inclosa Estònia) i Curland (1710) per Frederik de Wit/Pieter Mortier